# Oliver MacDonald
Joseph Oliver MacDonald ( Paterson, 20 de fevereiro de 1904 – Flemington, 14 de abril de 1973) foi um velocista e campeão olímpico norte-americano.
Em Paris 1924 ele conquistou a medalha de ouro no revezamento 4x400 m, ao lado de William Stevenson, Commodore Cochran e Alan Helffrich, que estabeleceu novo recorde olímpico e mundial para a prova, 3:16.0.